# Gostilje
Gostilje (cyr. Гостиље) – wieś w Serbii, w okręgu zlatiborskim, w gminie Čajetina. W 2011 roku liczyła 242 mieszkańców.